# Lavoixia macrocarpa
Lavoixia macrocarpa é uma espécie de palmeira pertencente à família Arecaceae. Encontra-se apenas a 500m de altitude, numa encosta rochosa coberta por floresta húmida no monte Panié, o ponto mais alto da Nova Caledónia, estando criticamente ameaçada de extinção.